# آندریا رومیتی
آندریا رومیتی (انگلیسی: Andrea Romitti; ۱۶ اوت ۱۹۱۹ – ۷ اکتبر ۲۰۰۷) بازیکن فوتبال اهل ایتالیا بود.
از باشگاه‌هایی که در آن بازی کرده‌است می‌توان به باشگاه فوتبال اینتر میلان اشاره کرد.